# Habergy
Habergy (Luxemburgs: Hiewerdang, Waals: Haberdji, Duits: Hewerdingen) is een plaats in de Belgische provincie Luxemburg en een sinds de gemeentelijke herindeling van 1977 in het arrondissement Aarlen een deelgemeente van Messancy.

## Demografische ontwikkeling
- Bronnen:NIS, Opm:1831 tot en met 1970=volkstellingen

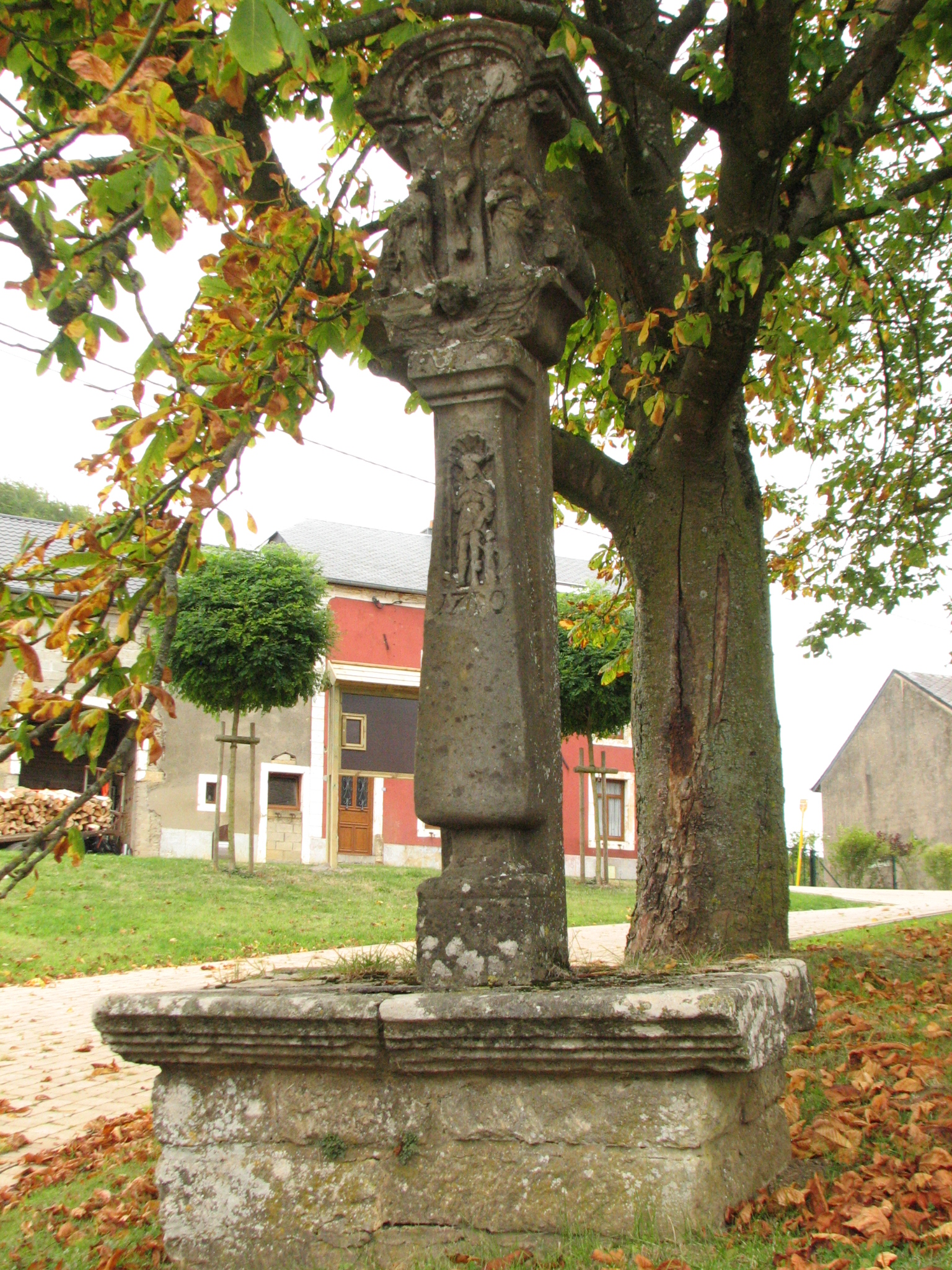
Calvarie nabij de kerk Habergy

Deelgemeenten: Habergy · Hondelange · Messancy · Sélange · Wolkrange

Overige dorpen: Bébange · Buvange · Differt · Guelff · Longeau · Turpange

Belgische gemeenten · Arrondissement Aarlen · Luxemburg · Wallonië